# HD 122742
HD 122742，又名BD+11 2625，SAO 100832、HR 5273，是一颗恒星，视星等为6.3，位于銀經352.46，銀緯66.45，其B1900.0坐标为赤經13h 58m 37.5s，赤緯+11° 66.45′ 34″。